# Operación Ranger
Operación Ranger fue una serie de pruebas nucleares realizadas por los Estados Unidos en 1951, en el sitio de pruebas de Nevada. Se realizaron 5 detonaciones, todas ellas bombas arrojadas por bombarderos B-50. Estas pruebas se centraron en la posibilidad de desarrollar una segunda generación de armas atómicas utilizando una menor cantidad de material nuclear. Estaba previsto el nombre de Operación Faust.
Esta fue la cuarta serie de pruebas atómicas estadounidenses, después de la operación Sandstone y antes de la operación Greenhouse.
| Nombre de la prueba | Fecha                | Lugar                      | Rendimiento   | Nota |
| ------------------- | -------------------- | -------------------------- | ------------- | ---- |
| Able                | 27 de enero de 1951  | Sitio de pruebas de Nevada | 0,5 kilotones |      |
| Baker               | 28 de enero de 1951  | Sitio de pruebas de Nevada | 8 kilotones   |      |
| Easy                | 1 de febrero de 1951 | Sitio de pruebas de Nevada | 1 kilotón     |      |
| Baker 2             | 2 de febrero de 1951 | Sitio de pruebas de Nevada | 8 kilotones   |      |
| Fox                 | 6 de febrero de 1951 | Sitio de pruebas de Nevada | 22 kilotones  |      |